# Verdine White
Verdine White (Chicago, 25 luglio 1951) è un bassista statunitense, noto soprattutto per essere il bassista degli Earth Wind & Fire.

## Biografia
Figlio di Verdine Sr, dottore e sassofonista, cresce ascoltando dischi di Miles Davis, John Coltrane e altre leggende del jazz con cui il padre suonava. Viene influenzato anche dai due fratelli batteristi Maurice e Fred e dalla musica dei Beatles e della Motown. All'età di 15 decide di voler suonare il basso. Prende lezioni private da Radi Velah della Chicago Symphony Orchestra e da Louis Satterfield bassista e trombettista della Chess Records, nonché suo futuro compagno negli Earth Wind & Fire come componente dei Phenix Horns, la sezione fiati del gruppo.
Dopo aver abbandonato il contrabbasso in favore di un basso elettrico Fender, White inizia a suonare con i gruppi locali nel circuito dei club di Chicago. Le sue prime influenze artistiche al basso sono James Jamerson, Paul McCartney e Gary Karr. Nel giugno 1970, White entra nel gruppo del fratello Maurice, i Salty Peppers, che avevano catturato l'attenzione della Capitol Records. Il gruppo cambierà presto il nome in Earth Wind & Fire.
Col gruppo, White vincerà sei Grammy Awards e otterrà diciassette nomination. Entrerà nella Rock & Roll Hall of Fame, nella Vocal Group Hall of Fame, e otterrà cinquanta tra dischi d'oro e di platino, vendendo oltre novanta milioni di albums in tutto il mondo.
Nel 2008 ottiene dalla rivista Bass Player Magazine il Lifetime Achievement Award.

### Beneficenza e vita privata
White è cofondatore della Verdine White Foundation, a favore dell'insegnamento della musica agli studenti meno abbienti. Vive a Los Angeles con la moglie Shelly Clark, del gruppo R&B Honey Cone.

## Discografia

### Con Earth Wind & Fire
- 1970 - Earth, Wind & Fire
- 1971 - The Need of Love
- 1972 - Last Days and Time
- 1973 - Head to the Sky
- 1974 - Open Our Eyes
- 1975 - That's the Way of the World
- 1976 - Spirit
- 1977 - All 'N All
- 1979 - I Am
- 1980 - Faces
- 1981 - Raise!
- 1983 - Powerlight
- 1983 - Electric Universe
- 1987 - Touch the World
- 1990 - Heritage
- 1993 - Millennium
- 1997 - In the Name of Love
- 2003 - The Promise
- 2005 - Illumination

### Produttore
- 1983 - Standing in the Light - Level 42
- 1997 - Urban Knights II - Urban Knights

### Collaborazioni
- 1974 - Sun Goddess - Ramsey Lewis (basso e cori)
- 1975 - Electric Collection - Ramsey Lewis (basso e cori)
- 1976 - Flowers - The Emotions (basso)
- 1976 - This is Niecy - Deniece Williams (basso)
- 1977 - Rejoice - The Emotions (basso)
- 1977 - Song Bird - Deniece Williams (basso)
- 1978 - Sunbeam - The Emotions (basso)
- 1997 - Urban Knights II - Urban Knights (basso e produzione)
- 2002 - This is Me... Then - Jennifer Lopez (basso)